# Индио (Калифорнија)
Индио (енгл. Indio) град је у америчкој савезној држави Калифорнија. По попису становништва из 2020. у њему је живело 89.137 становника.

## Демографија
Према попису становништва из 2010. у граду је живело 76.036 становника, што је 26.920 (54,8%) становника више него 2000. године.
| Група             | 2000.          | 2010.          |
| Белци             | 9.586 (19,5%)  | 20.512 (27,0%) |
| Афроамериканци    | 1.361 (2,8%)   | 1.805 (2,4%)   |
| Азијати           | 742 (1,5%)     | 1.693 (2,2%)   |
| Хиспаноамериканци | 37.028 (75,4%) | 51.540 (67,8%) |
| Укупно            | 49.116         | 76.036         |